# Didier Queloz
Didier Patrick Queloz (sinh ngày 23 tháng 2 năm 1966) là một nhà thiên văn học người Thụy Sĩ với thành tích rất lớn trong việc tìm kiếm các hành tinh ngoài hệ mặt trời trong Nhóm Vật lý thiên văn của Phòng thí nghiệm Cavendish, Cambridge, và tại Đại học Geneva. and a fellow of Trinity College, Cambridge. Ông cùng nhận một phần tư giải Nobel Vật lý năm 2019 cùng với Jim Peebles và Michel Mayor. 
Năm 1995 Queloz là một nghiên cứu sinh tiến sĩ tại Đại học Geneva khi ông và Michel Mayor, cố vấn tiến sĩ của ông, đã phát hiện ra ngoại hành tinh đầu tiên xung quanh một ngôi sao theo trình tự chính. Với thành tích này, họ đã được trao một nửa giải thưởng Nobel Vật lý năm 2019 "vì phát hiện ra một hành tinh ngoài hành tinh quay quanh một ngôi sao kiểu mặt trời".

## Tiểu sử
Queloz sinh ra ở Thụy Sĩ, vào ngày 23 tháng 2 năm 1966.

## Sự nghiệp
Năm 1995, Queloz là một ứng cử viên Tiến sĩ tại Đại học Geneva khi ông và Michel Mayor, cố vấn tiến sĩ của mình, phát hiện ra ngoại hành tinh đầu tiên xung quanh trình tự chính sao. Với thành tích này, họ đã được trao một nửa giải thưởng Nobel Vật lý năm 2019 "vì phát hiện ra một hành tinh ngoài hành tinh quay quanh một ngôi sao kiểu mặt trời".
Queloz đã thực hiện một phân tích trên 51 Pegasi bằng các phép đo vận tốc hướng tâm (quang phổ Doppler) với máy quang phổ ELODIE trong Đài quan sát Haute-Provence và rất ngạc nhiên khi tìm thấy một hành tinh có chu kỳ quỹ đạo là 4,2 ngày. Ông đã thực hiện phân tích như một bài tập để trau dồi kỹ năng của mình. Hành tinh, 51 Pegasi b, đã thách thức các quan điểm được chấp nhận sau đó về sự hình thành hành tinh, là một Sao Mộc nóng.
Ông đã nhận được giải BBVA Foundation Frontiers of Knowledge của Khoa học cơ bản (đồng chiến thắng với Thị trưởng) để phát triển các công cụ thiên văn và kỹ thuật thử nghiệm mới dẫn đến sự quan sát đầu tiên của các hành tinh bên ngoài hệ mặt trời.
Năm 2017, anh nhận được Giải thưởng Wolf về Vật lý. 
Năm 2019, ông đã được trao giải thưởng Nobel Vật lý cùng với Thị trưởng và cùng với Jim Peebles.